# Theridion grallator

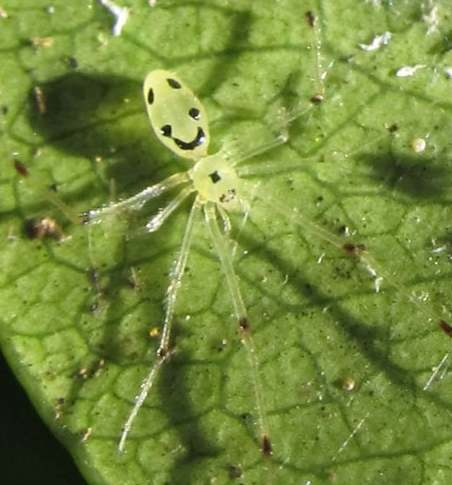
Happy face

Theridion grallator is een spin die behoort tot de familie der kogelspinnen (Theridiidae).
Deze spin valt vooral op door de typische tekening op het achterlijf, die enigszins op een blij gezicht lijkt. Hij wordt daarom ook in het Engels de Happy Face Spider genoemd. De soortnaam grallator is Latijn voor steltloper en verwijst naar de zeer fijne en lange poten van de spin.
T. grallator is endemisch in Hawaï: op Oahu, Molokai, Maui en Hawaï-eiland. Daar leeft de soort voornamelijk in regenwouden, op een hoogte van 300 tot 2000 meter. Ze wordt ongeveer 5 mm lang.